# 下塩原バイパス
下塩原バイパス（しもしおばらバイパス）は栃木県那須塩原市関谷から塩原に至る国道400号の延長3.6 km（キロメートル）のバイパスである。

## 概要
現道区間には、連続雨量が200 mm（ミリメートル）を超えると通行止めになる異常気象時通行規制区間が4 kmにわたって存在する上に、急カーブが多く、また行楽シーズンや週末は塩原温泉郷へ向かう車による渋滞が頻発するなど、地域住民や観光客に支障をきたしている。
当バイパスはこの区間を2つのトンネルで短絡する計画で事業化され、断続的な渋滞を緩和し、塩原温泉街における生命線の確保、観光産業の活性化、物流ルートの強化を目的としている。
2011年（平成23年）9月29日に1つ目のトンネルであるがま石トンネル（がまいしトンネル）が、2022年（令和4年）3月26日に2つ目のトンネルである潜竜峡トンネル（せんりゅうきょうトンネル）を含む区間がそれぞれ開通した。
当初、第3トンネルからなり福渡交差点に接続し都市計画道路青葉通りに直結する3期工区延長1.0 kmも整備予定であったが、現道の落石対策工事が完了したことから事業休止となり、延長が3.6 kmに短縮された。

### 路線データ
- 起点 - 栃木県那須塩原市関谷
- 終点 - 栃木県那須塩原市塩原
- 延長 - 3.6 km[注釈 1]
- 車線 - 2車線
- 道路規格 - 第3種第3級
- 設計速度 - 60 km/h
- 整備主体 - 栃木県大田原土木事務所
- 事業費 - 約140億円

## 歴史
- 2004年度（平成16年度） - 事業採択[4][3]。
- 2005年度（平成17年度） - 用地着手[3]。
- 2007年度（平成19年度） - 工事着手[3]。
- 2011年（平成23年）9月29日 - がま石トンネルからなる1期工区延長1.6 kmが開通[4]。
- 2012年（平成24年） - 第2トンネル整備開始。
- 2022年（令和4年）3月26日 - 2期工区延長2.0 kmが開通し、全線開通[4]。

## 路線状況

### 主要構造物
- がま石トンネル（がまいしトンネル・仮称下塩原第一トンネル）
  - 延長 - 1,464 m
- 留春大橋（りゅうしゅんおおはし・仮称下塩原第一橋梁・箒川）
  - 形式 - RC上路アーチ橋
    - 補剛桁形式 - PC2主鈑桁

  - 活荷重 - B活荷重
  - 橋長 - 167.000 m
    - 支間割 - ( 17.300 m + 2×21.000 m + 22.000 m + 2×21.000 m + 21.500 m + 20.900 m )
    - アーチスパン - 101.000 m
    - アーチライズ - 13.000 m

  - 幅員
    - 総幅員 - 10.5000 m
    - 有効幅員 - 9.500 m
    - 車道 - 7.000 m
    - 歩道 - 片側2.500 m

  - 橋台 - 逆T式橋台（場所打ち杭基礎）
  - 橋脚 - 壁式橋脚（深礎杭基礎）
  - 施工 - 川田建設・西松建設・桜岡建設特定建設共同企業体
  - 架設工法 - メラン工法（斜吊り）
- 潜竜峡トンネル（せんりゅうきょうトンネル・仮称下塩原第二トンネル）
  - 延長 - 1,458 m
- 夕の原橋（ゆうのはらばし・仮称下塩原第二橋梁・箒川）[5]
  - 形式 - 鋼下路ローゼ橋
  - 活荷重 - B活荷重
  - 橋長 - 86.000 m
    - 支間割 - 84.200 m
    - アーチライズ - 13.000 m

  - 幅員
    - 総幅員 - 10.750 m
    - 有効幅員 - 9.750 m
    - 車道 - 7.250 m
    - 歩道 - 片側2.500 m

  - 総鋼重 - 506 t
  - 床版 - 鉄筋コンクリート
  - 施工 - 川田工業・東綱橋梁特定建設共同企業体
  - 架設工法 - ケーブルクレーンベント工法
  - 竣工 - 2012年度（平成24年度）

## 地理

### 通過する自治体
- 栃木県
  - 那須塩原市